# Masters de Miami 2001

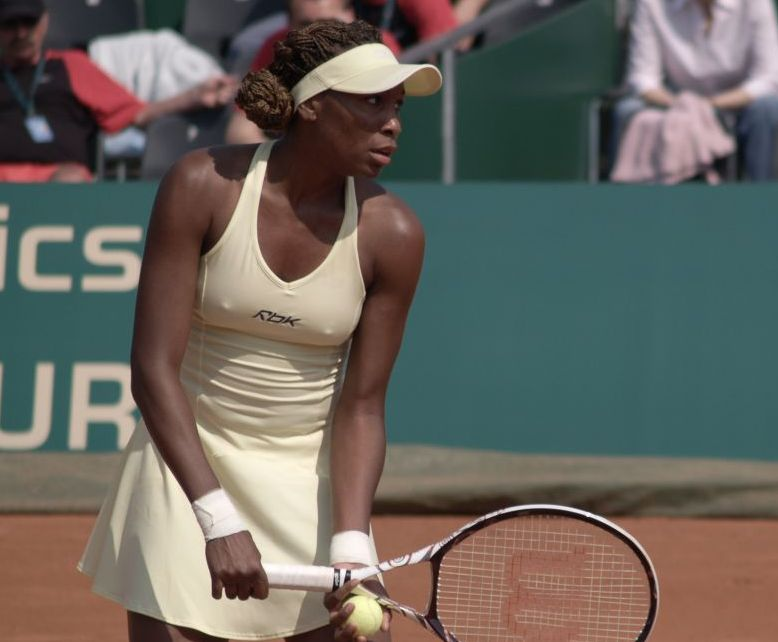
Venus Williams

El Masters de Miami 2001 (también conocido como 2001 Ericsson Open por razones de patrocinio) fue un torneo de tenis jugado sobre pista dura. Fue la edición número 17 de este torneo. El torneo masculino formó parte de los ATP World Tour Masters 1000 en la ATP. Se celebró entre el 19 de marzo y el 2 de abril de 2001.

## Campeones

### Individuales Masculino
Andre Agassi vence a  Jan-Michael Gambill, 7–6(7–4), 6–1, 6–0

### Individuales Femenino
Venus Williams vence a  Jennifer Capriati, 4–6, 6–1, 7–6(7–4)

### Dobles Masculino
Jiří Novák /  David Rikl vencen a  Jonas Björkman /  Todd Woodbridge, 7–5, 7–6(7–3)

### Dobles Femenino
Aranxta Sánchez-Vicario /  Nathalie Tauziat vencen a  Lisa Raymond /  Rennae Stubbs, 6–0, 6–4